# Suaire d'Oviedo

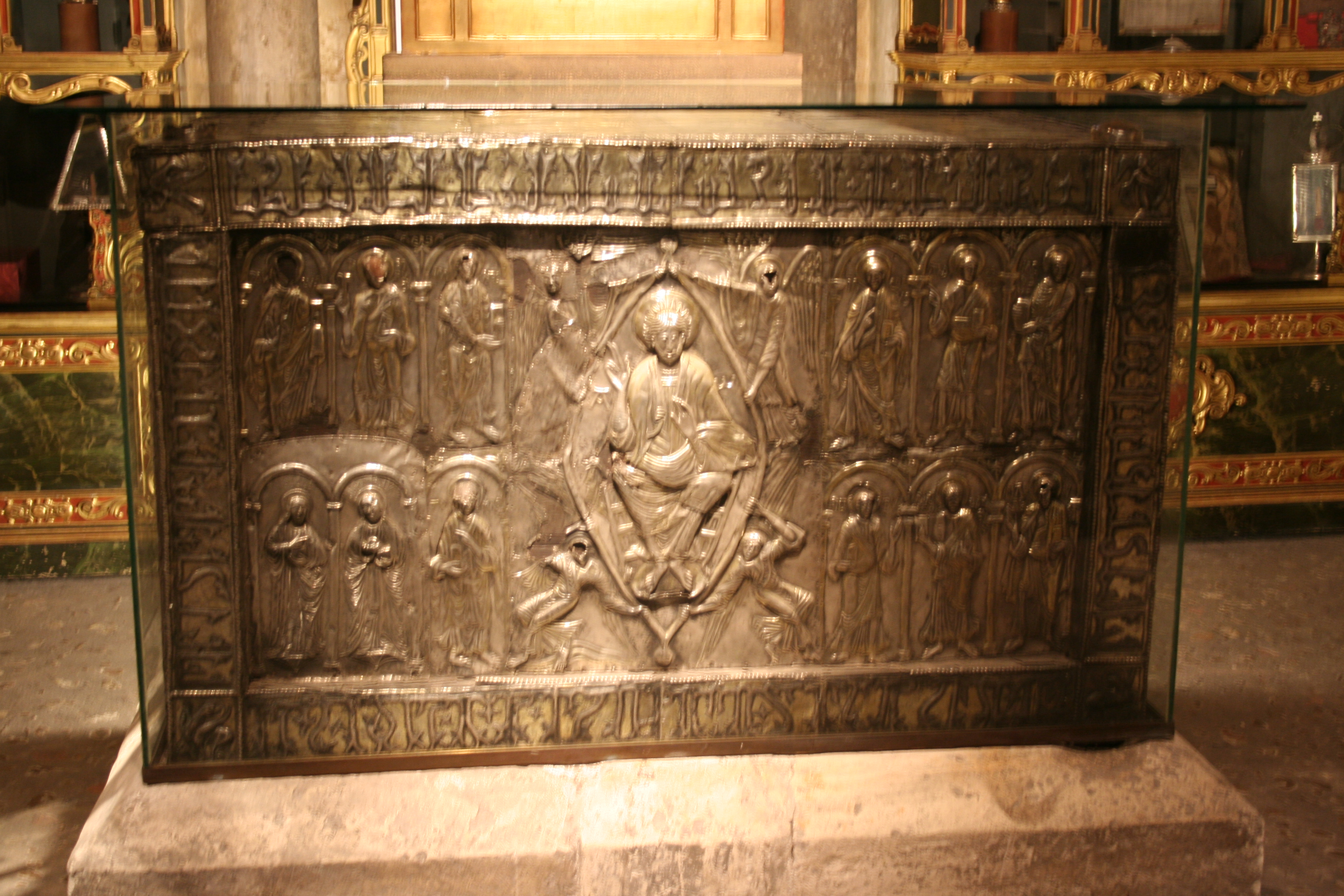
Le reliquaire (l'Arca Santa) contenant le suaire d'Oviedo.

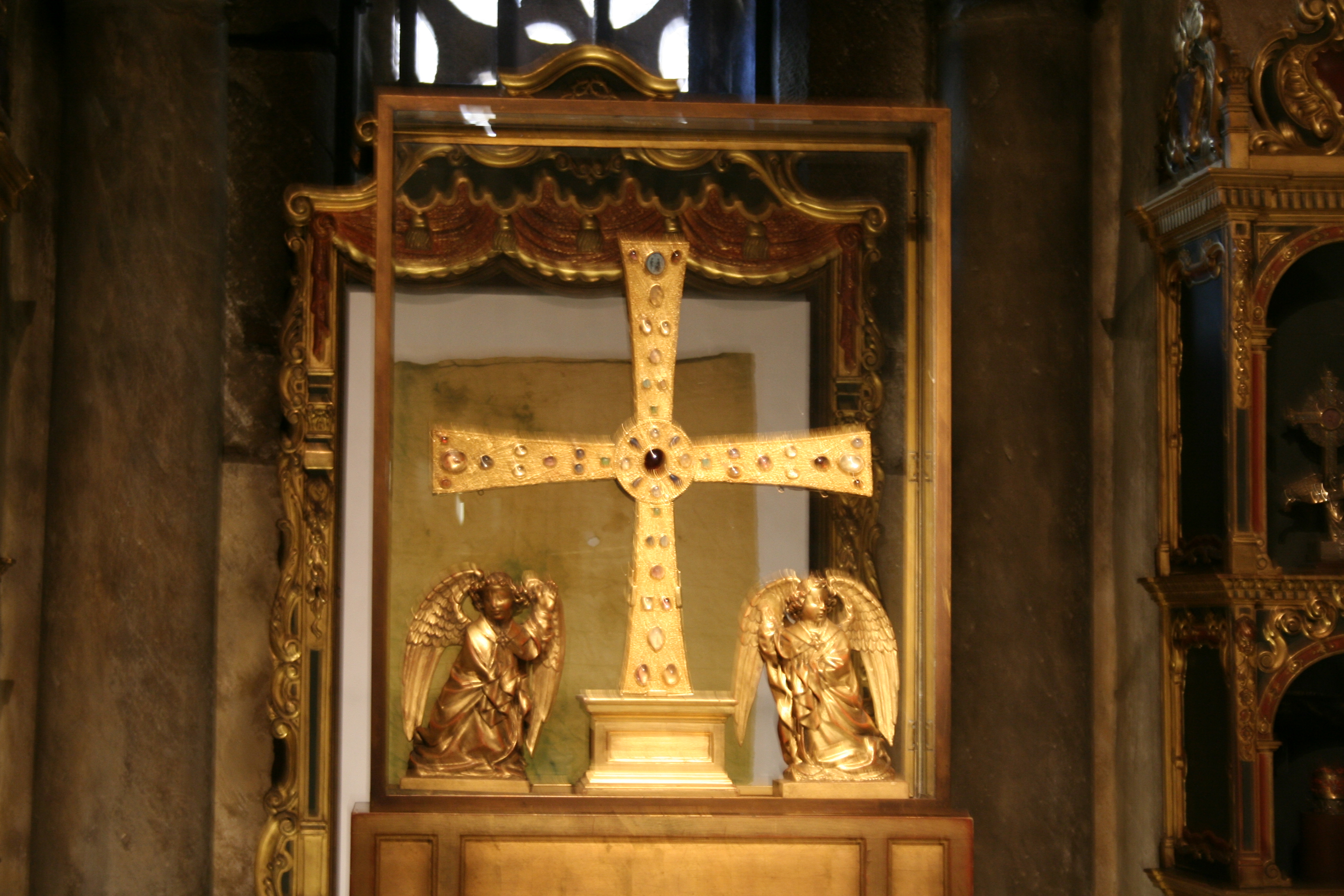
La croix des Anges et le suaire dans son reliquaire en cristal.

Le suaire d'Oviedo est une relique faite d'une toile de lin d'environ 85 × 52 centimètres gardée dans la Cámara Santa de la cathédrale d'Oviedo en Espagne et conservée dans une châsse de chêne recouverte d'argent, l'Arca Santa. Appelé aussi le Pañolón d'Oviedo, il est conservé dans cet endroit de façon historiquement prouvée depuis 1113.

## Description du linge
Le Saint-Suaire (en grec ancien, soudarion) d'Oviedo est une toile de lin de 83 sur 53 centimètres. Il a été filé à la main selon la torsion dite « en Z » avec une trame orthogonale. Les fils du suaire seraient de même composition et de même grosseur que ceux du Linceul de Turin.
Selon la tradition, ce tissu aurait été appliqué sur le visage de Jésus après sa crucifixion. Des études comparatives avec l'image présente sur le suaire de Turin ont été effectuées. Une datation par le carbone 14, effectuée par deux laboratoires, estime que le tissu date du VIIe siècle environ mais, comme pour le suaire de Turin, les partisans de son authenticité contestent ces résultats, arguant du fait que le tissu aurait pu être contaminé, ce qui fausserait la datation. 
Les taches rouges présentes sur celui-ci ont aussi été analysées. L'expertise révèlerait la présence de sang (du groupe AB) mélangé à un liquide pulmonaire.
Le suaire est exposé trois fois dans l'année : le vendredi saint, le 14 septembre pour la Fête de la Sainte Croix, et une semaine plus tard, pour l'Octave, le 21 septembre.

## Historique
Selon la tradition, le suaire d'Oviedo aurait d'abord été conservé à Jérusalem. Il aurait quitté cette ville au début du VIIe siècle en 614, au moment où les Perses envahissent la Palestine. Le suaire serait arrivé en Espagne après un périple par l'Afrique du Nord et aurait atteint Oviedo en devançant l'avancée des musulmans.
Aujourd'hui le suaire est conservé à la sacristie de la cathédrale d'Oviedo. Il n'est exposé à la dévotion des fidèles que le Vendredi saint et dans l'Octave de la fête de la Sainte-Croix.